# 大音龍太郎
大音 龍太郎（おおと りょうたろう 1840年3月22日〈天保11年2月19日〉 - 1912年〈大正元年〉11月23日）は、幕末から明治初期の地方官僚。幕末の志士。
「伊賀」が姓。「大音」が名字。「厚龍」が実名。字名。「龍太郎」が通称名。「菱陀」（りょうだ）が雅号。　
初代岩鼻県知事時代は厳しい統治で「首切り龍太郎」と恐れられた。大音の生まれた大音地区は「おおと」と読む。龍太郎は「りょうたろう」。「りょうたろう」読みは小栗上野介忠順の墓のある群馬県高崎市倉渕町権田の東善寺の村上泰賢住職、滋賀県長浜市の郷土史家の伊藤が主張している。龍太郎は坂本龍馬と同じ「りょう」。辞典や本の中には「竜太郎」と常用漢字で記載しているものがあるが、公文書では「龍太郎」とある。

## 生涯
大音龍太郎は、1840年3月22日（天保11年2月19日）近江伊香郡大音村（現滋賀県長浜市木之本町大音（おおと）で彦根藩の北国街道柳ヶ瀬の関守の家に生まれた。父の周倫は厚斎と号する医者。母は浅井郡曽根村（滋賀県長浜市）の漢学者の娘で外佐（とさ）。
9歳から12歳まで母方の叔父・大岡松堂（右仲）（おおおか　しょうどう 1797～1875年 儒学者）に漢詩を学ぶ。
13歳で母を亡くす。
14歳の5月より京都の岩垣月州に儒学を学ぶ。傍ら、西洋の事情を知ろうとして蘭学を学ぶ。
17歳の8月に帰郷。父死亡。
18歳の4月江戸の昌平黌に入る。10月に去り、加賀、能登、越中に行く。
19歳4月、信州松代で佐久間象山を訪問。5月に足利学校に学ぶ。　
20歳3月、大岡孝太郎と帰郷。
1859年（安政6年）以後は、伊香相救社の小山政徳（初代伊香・西浅井郡長）は親戚の大音龍太郎が江戸より帰国したことで、共に天下の形勢を語り合うようになる。戸田貫徹・大音らの影響で「勤王」に目覚めた小山は、父の跡を継いで庄屋を務める傍ら、私塾を開設して人材の育成に努めたという研究もある（江北図書館文庫研究会）。
1861年（文久元年）、春頃に彦根藩家老の岡本黄石（おかもと こうせき）の紹介状を携え､井伊家の旧領上州箕輪郷（群馬県高崎市箕郷町）の龍門寺に行き、越後出身の勤王思想の住職の道介和尚と知り合う。奥羽や蝦夷地まで行って地理を究める。
『みーな　びわ湖から』Vol.1 25 8ページには元長浜市長浜市城博物館館長の太田浩司が「この頃（文久2年）、彦根藩を味方に引き入れようとする伊藤博文らが接触を図ってきたので、黄石は谷鉄臣（たに てつおみ）、外村程輔、河上吉太郎、北川徳之丞、大音龍太郎らを士に取り立て、長州藩士などの勤王派志士の支援にあたらせた。」と書かれている。
1863年（文久3年）に帰郷。柳ヶ瀬の関所の番士になる。
三上藤川（みかみ　とうせん　文政7年〈1825～？〉）とも交流があった。
1866年（慶応2年）、藤田東湖の「正気の歌」にちなんで「養気の歌」を作る。京都にて勤王運動に関係する。京都では岩倉具視の屋敷に入って下部の業務には従事する。
1867年（慶応3年）、岡山藩校の閑谷黌（しずたにこう）教頭となった。長崎に行き海外に渡航を志すがその後、維新が始まり東山道総督の招兵に応じる。その後、東山道鎮撫総督岩倉具視に認められる。
1868年3月29日（慶応4年年3月6日）、二督、追分駅を発し、坂本駅に抵る、先鋒薩摩、長門二藩兵に令し、新町駅に駐屯して、以て中軍の高崎駅に至るを俟たしめ、大音厚龍「龍太郎、彦根藩士」を遣して、奥羽諸藩の形状を詗察せしむ。（東山道戦）敵情勢偵察のため越後に派遣。
大音は志津一郎と変名し（出典不明）、与板藩に行く途中東山道総督府の一員として上州に入った時、いち早く訪問したのは、彼が師と仰ぐ龍門寺の道介和尚であった。この大音の訪問を機にして道介和尚は還俗して牧野再生（再龍）を名乗り、彼の参謀となって大音の失脚に至るまで、行動を共にした。
『群馬県史　通史編4　近世－政治』752ページには「3月9日、総督府の大音龍太郎は、農民が賊徒と連帯してほう起することを防止するため、前橋・高崎の両藩に命じて、武力で上州世直しを弾圧するように命じた。そしてこの回達を上州全域の村々に回して、総督府の意図を農民に伝えることもあわせて命じた。その中で大音は村役人や商人の家に放火した者があれば、その者を撃ち殺しても罪にならないと指示した。」とある。
1868年5月14日（慶応4年4月22日）、越後における長岡藩や会津藩など反官軍的色彩の強い諸藩､あるいは彦根藩の親戚にあたる与板藩の動きを探る命令を受けて、越後に潜入していた大音龍太郎が､総督府に復帰した。現地の草莽（そうもう）の士とそほほろのほほ連絡を取り合って越後の実情を探索し、さらに北陸道総督府の進軍を側面的に援助するといった成果をあげ、三国峠越えで上州に入り、総督府に復帰した。
1868年5月2日（慶応4年閏4月10日）、吉井藩の須田修介・黒沢新吾は館林城内で岩倉総督との謁見を許された。彼はら小栗上野介忠順とその子（養子）の首、小栗から没収した武器などを大音龍太郎に引き渡した。
総督府は1868年5月5日（慶応4年4月13日）、大音龍太郎を上野巡察使に任命｡大音は新田官軍の大館謙三郎・篠塚軍平を嚮導（きょうどう）役に命じ石山寺を本営とする。
1868年5月7日（慶応4年閏4月15日）午前9時ころ、金古宿（群馬県高崎市群馬町）から一通の書状が渋川宿の問屋後藤八郎右衛門の所ヘ届いた。東山道総督府執事の添書と大音龍太郎の書簡が同封されていた。内容は高崎宿への出頭命令であった。堀口文秤（堀口五郎兵衛〈藍園〉の息子）を伴い高崎に向かい､午後2時頃石山寺で大音と会見した。そこで彼らは、小栗の残した荷物の整理をし、権田村の人々に施し金を与えたりして、維新政府の仁政を示すように努力せよと指示され、その費用として20両が手渡された。その夜、伊勢崎町（伊勢崎市）の細野伝右衛門と伊与村（佐波郡境町）の宮崎修吉の2人も、高崎に駆けつけた。
1868年5月8日（慶応4年閏4月16日）、群馬郡渋川村（群馬県渋川市）後藤八郎右衛門、堀口文秤、細野伝右衛門と宮崎修吉らを警護する高崎藩数十名が大音の先遣として、小栗上野介忠順処刑後の後始末をする為に権田村（群馬県高崎市倉渕町権田）に向かった。高崎を出た大音一行は神山宿から三ノ倉村ヘ入り、同所の問屋平右衛門の先導で権田村名主の長左衛門の家に宿泊した。その日の、夕方に権田村の農民代表20人ほどが大音に会見を申しこんだ。翌日その席を利用した大音が天皇の仁政を懇ろに教諭したので、彼らは深く感動して家に帰ったという。
『倉渕村誌』には「この4人は大音より1日前の4月16日、三ノ倉ヘ来て三ノ倉の名主をさそい、これを連れて権田に到り、名主長左衛門の家に泊まった。そして、そこに村内の主だったもの20人程を招き来村の趣旨を伝えた。翌17日には大音龍太郎が120人の多勢を率いて権田村に乗り込んできた。」と書かれている。
1868年5月9日（慶応4年閏4月17日）、大音一行を警護するため高崎藩の兵士120人ほどが三ノ倉に駐留して警護を固めた。一行は小栗とその家臣が朝廷に対して反逆を企てたので天誅を加えたという高札を立てて、総督府の行動を正当化した。同時に知行所の農民が小栗処刑後人村を脱走したことについては、一切の罪を問わないから、直ちに帰村して農業に励むようにという高札、それに小栗の妻子や親類の者にも、一切の責任を問わないし、また総督府へ自主的に出頭するならば、その後の生活を保証するという上野巡察使の布告も貼り出した。
1868年5月10日（慶応4年閏4月18日）、一行は雨の降りしきる中、小栗の残した荷物の整理を始め19日まで続いた。後藤は小栗の残した荷物の中から日記や家計簿や小物などを手に入れた。
大音は、15年前から病気になった夫を看病しながら、幼い孫を養い、家業に専念する三ノ倉村の貞婦やすに賞詞と5両を与え、新政府の仁政を具体的に示した。権田村にも25両の弔慰金を与えたので、村人は小栗の墓を東善寺境内に建立した（大音龍太郎の上州弔祀金二五両をもたらし自ら権田村に来りて、之を東善寺に寄せたるは同四月十五日なり。比の廿十五（25）両は、権田村の名主佐藤藤七之を預り、年々利子三両をもって、四月六・七両日上州弔祭の法会を開きたり。明治十八年秋藤七の子勘十郎破産したる後は、年々東善寺の住職上州の法会を営む。
小栗の領地であった権田村・下斎田村・与（玉村町）は天朝御料として、天皇が直接統治すると発表した。
1868年6月9日（慶応4年閏4月19日）、権田村出張の東山道先鋒総督府上野巡察使大音龍太郎が前橋・高崎・安中・伊勢崎・七日市五藩に、沼田藩応援のため兵を出し、副巡察使豊永・原の両人の指揮に入るように命令があった。高崎藩には大音から沼田出兵の指令が早馬で到着したので、21日2小隊百人ほどの部隊を編成して沼田に急行した。この部隊には、藩の農兵である強心隊も参加していた。その後を追うように安中藩一小隊が高崎城下を通行し、次いで七日市藩25人ほどが高崎宿に泊まり、22日に沼田に向かった。
1868年5月15日（慶応4年閏4月23日）、すべての用務を終えた大音は、後藤や堀口らを率いて午前10時に権田村を出発点し、三ノ倉で小休止をした後、神山宿で昼食をとり、石山寺に戻った。大音は高崎の石山寺に東山道総督府巡察使役所を開設し、上野国支配の拠点とする。
上州世直しを強権的に鎮圧し、小栗上野介忠順を処刑して後顧の憂いを断った大音は、上越国境に進出した会津藩兵との交戦に専念する事が出来た。後藤・堀口・細野・宮崎の4人は上野巡察使役所付となり、大音の指揮のもとに三国国境や戸倉の警備に従軍し、大きな信頼を得ていった。そしてこの岩鼻県発足と同時に県役人として登用され、活躍することになる。
岩鼻陣屋最後の代官高畠弾正が、東山総督府に届出もしないで綿貫村（高崎市）の農家に（4月9日（1868年5月1日）から）寄宿しているのを見つけられた。その報告を受けた上野巡査使大音龍太郎は直ちに高崎に同行するように高崎藩に指示した。報告書を手にした大音は高畠に謀反の形跡ヤ気持ち持ってないと判断して､江戸に帰る事を許可した。（日付不明）（『高崎市史　通編史3近世』）
1868年6月13日（慶応4年閏4月23日）、上野副巡察使原保太郎・豊永寛一郎らは、諸藩の隊長を本陣に集め、般若塚攻撃の作戦を開いた。そこへ上野巡察使大音龍太郎の参謀として活躍する牧野再龍が、単独で姿をあらわし、本陣で原と豊永に会見した。その後牧野は、ただ1人で峠の般若塚ヘ向かった。牧野は、会津兵が狙い打ちするのをかわしながら般若塚に至る道路、あるいは般若塚に築かれた砲台の様子などを偵察して原と豊永に報告し、沼田にも引き揚げていった。（『高崎市史 通史編3 近世』）
1868年6月17日（慶応4年閏4月27日）、三国峠の戦闘に勝利を得たという知らせを受けた大音龍太郎は、直ちに高崎から江戸に向かい、総督府に対して菊の章旗の授与を願い出た。それは三国戦争の勝利を機会に連合軍に菊の章旗を与えることによって、官軍として認知し、彼らの戦意をさらに高めるためであった。大音の報告を聞いた総督府は大総督府に相談した上で彼の願いを受け入れ、旗を掲げて直ちに沼田に向かうよう指示した。その警護は新田官軍と称される新田満次郎率いる部隊であった。
1868年6月20日（慶応4年5月1日）、大音らは江戸を出発した。6月23日（慶応4年5月4日）、高崎に到着した大音は高崎藩にも菊の章旗の警護を命じたので50人ほどの藩士が従って、綾戸の穴道（群馬県渋川市）を通り、午後4時沼田町に到着した。　町の入り口ではすでに泊陣していた前橋・伊勢崎・小幡の諸藩が軍楽隊の演奏をして一行を出迎えた。（『高崎市史　通史編3　近世』）
沼田にいた狩野利房は「大化の行われるように尽力しなさい」と大音から申し渡され、仮書記となった。武器をとって戦場に出るのではなく、情報・宣撫（せんぶ）の役をするようにいわれた。（『渋川市誌　第2巻』）
1868年6月25日（慶応4年5月6日）、新田官軍の橋本多賀之助・旦勤一郎ら3人の隊員が大隊旗を守衛し、大館謙三郎は大音に付き添った。その後、新田官軍は月夜野・川場というぐあいに沼田周辺の村々や町内の巡視に出掛けたり、大音に従って江戸に急行したりした。
1868年6月26日（慶応4年5月7日）、沼田表へ引き上げて休養を取った安中藩兵は大音と副巡察使の豊永・原から敵は戸倉口より檜枝岐（ひのえまた）まで進入してきたので、各藩は出動の準備を整えるように命令が出た。
1868年6月28日（慶応4年5月9日）、本陣としていた古仲（群馬県片品村）の大円（圓）寺には、巡察使の大音龍太郎と大名、それに吉井藩士らが宿泊した。
1868年6月29日（慶応4年5月10日）、東山道先鋒総督府上野巡察使大音龍太郎・同副使豊永貫一郎・同原保太郎及久留米藩士柴山文平（典）（柴山は1868年7月1日〈慶応4年5月12日〉～8月15日〈6月27日〉まで）を以て監察使府軍監と為し、龍太郎・文平をして上野を監せしむ。以後前橋藩を仲介して上野国諸藩の軍事も指揮する｡
1868年（慶応4年）5月に上野の彰義隊残党が百余人（中島氏では250人）、白石幸介に率いられ小相木（前橋市）の大徳寺へきた。白井は切腹して責を負うからと部下の除名を願い出た。堀口五郎兵衛（藍園）はその義気に感じ軍監大音龍太郎や前橋藩主松平直克らに話し、全員の助命に成功した（『郷儒藍園は　このような人でした』中島松男）。
高畠弾正が村々に回した生糸や蚕種紙に関する印税取り立ての触書は無効であるという廻状を6月1日（7月20日）付けで回している。
1868年7月20日（慶応4年6月1日）、大音より本営詰を命じられ、土出村より人数を引きあげ、本営で藩兵をしていた安中藩に、前橋藩を差し置き、藩へ帰陣するよう命令が出た。
1868年7月21日（慶応4年6月2日）、大音龍太郎巡察使の宿から沼田に駐留する新田官軍の隊長は、直ちに出頭せよと言う命令が届いたのでは、大館謙三郎がこれに応じた。彼は、本営で東山道総督府参謀から大音龍太郎宛てた書状の写しを見せられた。それには江戸に残留して取り次ぎ役をしている隊員の1人が、新田家の家臣であると名乗り借金などを重ねていた容疑で逮捕されたということが書いてあった。
大音は官軍としてあるまじき行為であると非難した上で「沼田に出陣している者はもちろん、全ての隊員は国元で謹慎せよ」と大館謙三郎に言い渡した。警衛していた大隊旗も､その場で取り上げられてしまった。
この間の事情について大館謙三郎は「大音龍太郎の命令で本陣を引き払わねばならなくなり、総督府旗の守衛も止めさせられてしました」と、悲痛な気持ちを新田役所の留守をあずかっている畑織之輔に書き送っている。
その後、新田俊純（満次郎）は一部の優秀な隊員を総督府の高官に付属させて､その面から官軍復帰の道を探ろうとした。大館謙三郎は大音に高木大五郎が上野副巡察使に従って各地を転戦した。（『新田町誌　第1巻　通史編』）
1868年7月29日（慶応4年6月10日）、新田俊純（満次郎）は旦謹一郎を大音龍太郎へ派遣。
1868年8月5日（慶応4年6月17日）、維新政府は岩鼻県を設置。庁を旧幕府の岩鼻陣屋跡（群馬県高崎市岩鼻町）に置いた。支配的地域はかって岩鼻陣屋と羽生陣屋（埼玉県羽生市）が支配していた村々であった。岩鼻県知県事に任命。大音は江戸鎮台府雇の彦根藩士。「軍監兼当分知事」との肩書きで、軍監が主であり、民政を主とする県知事の職務は従であった。県内の農民の大部分が未だに維新政府資金支配に服さない風潮が強いために、軍政をしくほうがより効果的と維新政府が判断したからである（『明治天皇記』）。そのころ上州から佐幕的色彩が一掃されたとはいえ、反政府的な行動に転化する傾向が支配的であった。主な原因は、上州の諸藩領と幕府直轄領、それに旗本知行地と寺社領が､犬の歯のように交錯していたからである。そのため、それらの領域を支配する政府直轄機関の創立が、要請されていたので、上州の地理や風俗に明るく、武断的性格を持つ大音龍太郎が初代知県事に任命された。
1868年8月16日（慶応4年6月28日）、大音は岩鼻県庁に入る。村々の役人を集め知県事就任の演説を行った。同時に大音は施政方針を記した廻状を7月1日付けで村々に回した。概要は「このたひ天朝政府は私を『軍監兼当分岩鼻県知事』として任命された。そこで私は王政のありがたさを県民の一人一人に理解させるため､善良なる県民は誉め称え、邪悪な者には厳しい罰を加えることにした。さらに私は、今まで罰見捨てられていたような貧しい者は生活にも、いつも温かい目が行き届くような政治を受ける行う決意を固めた。」
1868年8月18日（慶応4年7月1日）、大音は村役人に宗門人別帳と民図帳､ならびに1858年（安政5年）から1867年（慶応3年）までの年貢割付と皆済目録。写しを県庁に提出せよと命じた。前者は県内村々の概況を把握するためであり、後者は年貢徴収の時期を迎えて、その基礎的な数量を算定するためであった。さらに、岩鼻県のを支配であることを示す標示杭（「知県事大音龍太郎当分支配所　上州〇郡〇村」〈縦書き〉）の早急なる設置を村役人に指示し、その県域を明らかにさせた。
1868年8月19日（慶応4年7月2日）、新田俊純（満次郎）は大音龍太郎へ暑中見舞金平糖を上る。
1868年8月22日（慶応4年7月5日）、盗賊とそれに類すると思われる人物は、取り調べすることなく逮捕し、その場で斬首のする。官軍の名を偽った者は直ちに打ち首にするという原則が示している。
1868年8月27日（慶応4年7月10日）、大音は再び村々の代表者を県庁に集めて、県民が守るべき基本原則を言い渡した。
その要旨は「王政御一新の時節であるから、あれこれ言うことなく、すべて県知事に従います」ということになる。さらに村民に対しては達は無条にという請書を作成して､早急に県庁に提出するように指示した。これを機にして、岩鼻県勧農使の小原麻治郎と大野弥五郎の二人が県内の村々を巡回した。彼らは出張先で周辺村落の役人を集め「極老人・奇特人・鰥寡孤独者（かんかこどく）・長病・極貧独者」（境町福島栄一家文書）（渋川市半田　相川志郎家文書）の調査を行い、名簿を作成して県庁ヘ提出するように指示した。さらに、大音自身も､役人を従えて民情視察のため県内各地を視察した。その中には渋川村（渋川市）の後藤八郎右衛門と堀口文平の姿も見えた。彼らは村々の役人を集めて、80歳以上の老人には月に1両、極貧困の者には二分の金銭を支給する事を伝えた。さらに大音は昨年と今年の春の二回にわたって、岩鼻陣屋が世直し勢の不満を鎮めるために農民に貸し与えた米の返済を、天皇の温情をもって免除することも言い渡した。
大音は、天皇の仁政を広く県民に浸透させるために、多くの施策を精力的に展開した。だかその反面においては、彼の意に反する者に対しては、徹底的な弾圧政策を強硬した。それは大音の個人的な資質に大きく依存する面もあるが、「劇郡・平郡ニヨリ寛猛ノ処置有之ハ勿論ノ事」（『復古期』）という維新政府の統治原則に従ったまでである、とみることも可能である。
1868年8月30日（慶応4年7月13日）、軍監を免職。
1868年8月31日（慶応4年7月14日）、大音龍太郎らは4騎で安中城下を訪ね、重役にお目に掛かりたいとの事で、横山鉄之助が対応した。要件は不明。
『新居喜左衛門日記』には群馬県桐生への大音の部下（軍監執事）の谷口驍（たける）記録あり。
1868年9月10日（慶応4年7月24日）、谷口は博徒4人を打首梟首（きょうしゅ）した。
1868年11月3日（明治4年9月19日）、谷口は伊勢崎藩酒井下野守殿に御預けとなる。
後に谷口驍（たける）は桐生陣屋出役中厳酷により大音によって罷免される。
1868年9月3日（慶応4年年7月17日）、岩鼻県知事大音龍太郎、伊勢崎・館林二藩に命じて上野国桐生陣屋に在る出羽松山藩士を監守せしむ。「尋で八月十八日、松山藩士二十三人を伊勢崎藩に幽す。」（桐生新町は安永9年（1780年）出羽藩酒井氏の所領となった。幕末には酒井紀伊守忠良を領主とし、物頭1名、代官1名、他に20数名が派遣されていた。彼等が許されて解放されたのは12月23日｡12月25日、国元の出羽松山ヘ19人｡東京に6人小雪の中旅立って行った｡（『新居喜左衛門日記』解説より））
1868年9月7日（慶応4年7月21日）、大音以下10人が民情視察のために鬼石村に到着し、井筒屋に宿を取って村々の役人を集め、80歳以上の老人には1カ月に1両、極貧の者には金3分を支給することを伝えた。さらに、岩鼻陣屋が世直し勢の不満を鎮めるために2年間にわたって農民に貸し与えていた米の返済を、天皇の温情をもって免除することも言い渡した。
1868年9月22日（慶応4年8月7日）、岩鼻県知事大音龍太郎「厚竜・彦根藩士」小幡藩に令して、兵を上野国「利根郡」追貝村に出さしめ、同地に在る前橋藩兵を罷帰す。
1868年（慶応4年）7月、水沼村の星野七郎右衛門が鎮撫所付農兵の編成を大音に進言して、8月に安民隊の編成を組織する。当時の岩鼻県は、独自の軍事力を持つことを禁じられ、上州諸藩から編成された二小隊の兵を持つのみであった。安民隊は、以前から鉄砲の所持を許可されている者の中から、さらに選抜られた者で編成された。安民隊の編成により農民の所持する鉄砲の所在と数量が再確認され、隠し鉄砲や不穏分子の鉄砲などを没収することが出来た。いわゆる「鉄砲狩り」である。これによって武装する農民は姿を消した。
1868年9月25日（慶応4年8月10日）に大音龍太郎（原文は大音竜太郎）が草津へ出張し、吾妻郡西部を視察した。
1868年10月14日（慶応4年8月19日）のお触れで旧幕府時代の概在の改革組合村を機能されるように命じて、一組合に惣代2名ずつ選ぶように指示している。
岩鼻県は広いので前橋藩に命じて堀口五郎兵衛・星野七郎衛右門・井田才助の3人を鎮撫所付総長に起用していた。8月も中旬になると､前橋藩の上野国鎮撫策が効果をあらわし、その全域が次第に穏やかになっていった。三国国境も官軍勝利のうちに、次第に終末に近づいた。これを受けて大音龍太郎は、慶応4年8月28日（1868年10月5日）に分割鎮撫を停止するという触書を諸藩に回した。以後は岩鼻県の支配下に入る。
1868年（慶応4年）8月、大音龍太郎は中山道碓氷関所を除く上野国内の関所の廃止を通達する。
慶応4年9月4日、大音龍太郎（原文は大音竜太郎）から、（大笹）関所の廃止が申渡され､道具類は村役場へ引き渡す旨が命じられた。
1868年10月25日（明治元年9月10日）、大音ら一行は桐生に巡見ノ為到着｡岩下才助宅を本陣とする。
1868年10月28日（明治元年9月13日）、12時に大音は桐生を出発して、大間々に向かう。
吾妻郡の回村は1868年12月30日（明治元年11月17日）以降で（赤坂　小林貞夫家文書）
1869年1月2日（明治元年11月20日）、原町（東吾妻町）に大音は宿泊し、宗安寺（元善導寺の隠居寺）を改造して岩鼻県原町出張所盧庁舎にあてることを決定して､その改造を命じた。（山口恵一 蔵）
小室信太知県事になり行政の改革で1869年7月15日（明治2年6月7日）に廃止。
1869年1月4日（明治元年11月22日）、「岩鼻県知事様ご巡見あらせられ候とて、八十才以上ご褒美され八十八才以上、二人扶持され候」（西中之条村書上帳）とある。
1868年11月26日（明治元年10月13日）、明治天皇が京都から「東幸」（とうこう）し江戸城に入った際を狙い東京において新政府重臣宛に大音罷免の訴状を岩鼻県の農民が目安箱に投じた。同一人物かは不明だがもう1通も提出
訴状の影響は不明だが、1868年1月19日（明治元年12月7日）に岩鼻県知事免職。管内巡視の触れを発した全日の罷免であった。その廻状は12月下旬に村々を回った。厳しい統治から半年あまりで失脚した。1869年1月17日（明治元年12月5日）大音は伊勢崎に泊まる。翌日、大音は桐生に岩下才助を本陣としして宿泊。1869年1月21日（明治元年12月9日）9時に桐生を出発。その後、龍舞で休憩、小泉で泊まる。本人に罷免が伝達されたのはその後である。桐生新町に大音知県事の罷免が届いたのは1869年2月9日（明治元年12月28日）の事だった。
大音は県庁舎の門扉に原町（群馬県東吾妻町）の槻ノ木（つきのき）（後に欅と判明）の巨木を切らそうとしたが、属官大島某が切ったところ内部が空洞なので伐採を中止。（『原町誌』より）
岩鼻知県事として、上野は博徒の本場であることから龍太郎は片っ端から引捕、次々に斬首刑とした。ひどい時には日に80余級にもなり、人々は「首切り龍太郎」と恐れた。300人の賊を捕らえて処刑したともある。ある日龍太郎は手入れがまったくなされず、雑草が伸び放題の畑を見て、ここの農夫は「怠け者だ」として処刑した。このような状況を反映して岩鼻県庁周辺の村々では、草むしりの事を「首つなぎ」と呼んだという伝承が残っている。大音は「草刈り知事」という異名を贈られ、恐れられた。これらを聞いた政府はあまりの過酷さに大音を更迭したと伝えられる。
大音を全面的に支援していた堀口五郎兵衛（藍園）も「刑法の事濫刑ニ立至り不申様度、是のミ心痛仕候」（新保冷平家文書）とした。
なお、この頃権田村に隠棲していた小栗忠順を処断した黒幕は龍太郎ではないかとも言われている（斬首場所にはいない）。
越後で戊辰戦争の際に方義隊を結成した二階堂保則は、江戸からの帰り道高崎で大音に会見して小栗上野介忠順処刑の話しを聞いた。その時彼は「小栗上野介（元外国奉行タリ）、其采地上州権田ニ拠ル｡大音一挙シテ之ヲ屠リ、小栗親子ヲ梟首ス｡故ニ諸藩之ヲ怖ル、鬼神ノ如シ｡余、大音ト小刀ヲ交換ス｡余カ得ル所ノ千手院、是実ニ小栗ノ佩フルモノナリト云フ。」（『風後餘草』）と記している。
群馬県渋川市石原は大山祇神社の境内には小さな祠がある。祠の正面には「祭龍祠」とありませんその側面には「明治二年歳己　巳三月吉日」と建立年月日がある。大音龍太郎の善政を讃える生祠である。
石原村の石高は1179石ほどで、水田は39町5反余であったが、村全体は水利に恵まれていなかった。そのため、4町2反6畝ほどの田は、畑同様の作物を栽培していた。この田を人々は「当毛畑」と呼び稲の栽培は不可能であったが、年貢は金納でなく、通常の田と同じ米納を強制された。人々は米を購入して年貢を納めたので、いつも最低限の生活をしていた。
1868年（慶応4年）、御一新の機会を利用し、この実状を大音に嘆願した石原村に対して、彼は多忙の中実地検分に出掛けて来た。その結果「当毛畑」を畑と見なし、従来の税額の3分の1を減額し、その期間も10年間とした。そしてそれを認める証文も名主に手渡した。そのため村々人は、農作業に精を出すようになって、村に活気が戻って来た。
大音の業績を末長く讃えようとする動きは原町（東吾妻町）にもあった。これは大音が知県事在職中に原町へ板鼻県出張所を設置して、吾妻と利根両郡五万石を支配した事にある。大音、そして出張所設置に尽力した渋川の後藤八郎右衛門と堀口文秤、3人に対して原町の有志、とりわけ渋川総長局の副総長として活躍し、当時岩鼻県に下調方補として勤務する新井三左衛門と松井兵右衛門の2人が中心となって「神号」を送ろうと試みている。1869年（明治2年）の事である。
1866年7月10日（明治2年6月2日）、太政官より金一封を賜いその功を称される。
1869年9月27日から1870年4月28日（明治2年8月22日〜明治3年3月28日）まで少参事を、1871年8月25日〜30日（明治4年7月10日〜15日）に権少参事を務める。権大参事に進んだ史料もあり｡近江人物志 大音龍太郎（滋賀県教育会 滋賀県教育会編 文泉堂 1917年） - 国立国会図書館近代デジタルライブラリー</ref>）となる。
エピソードでは1869年（明治2年）、自然斎（絵付師）が商う旅 館に、彦根藩小参事の大音龍太郎が訪れた際、庭に梨の花が満開であり、一面に白雪が降り積もっているように見えたことに因んで、自然斎が用いた号雪香亭（せっこうてい）の一つを「雪香亭主人」と書いた焼き物がある。
1871年（明治4年）の彦根藩の録高は十石。
廃藩置県後は1871年（明治4年）に東京に出て大蔵省に勤め九等官吏から七等官吏まで進む。
台湾出兵にあたって設置された大隈重信長官の蕃地事務局に1874年（明治7年）7月28日から出向大蔵省八等出仕。大音龍太郎は「ケント氏著述万国公法」（『国際法注訳』）James Kent Commentaries on International Lawの翻訳に携わっている。
1874年（明治7年）11月、渋川村（渋川市）の後藤八郎右衛門がたまたま大音を東京の訪ね話しが綾戸の穴道のことに及び、当時の大家安田老山の南画に題して一詩を賦し後藤八郎右衛門を通して後藤文右衛門に与えた。弘道亀鑑の詩である。
1873年（明治6年）の政変後、板垣退助らに同調して司法省判事を辞した大東義徹役人同じく東京に在った大海原尚義らが彦根に戻り、明治7年に彦根議社という結社の組織を進めた。そして、1875年（明治8年）1月には大東義徹・大海原の他に西村捨三・橋本正人・石黒務・田部密・大音ら旧藩士8名が発起人となって彦根議社旨趣綱領を制定した。
彦根製糸所設立についてのエピソード（滋賀県ホームページより抜粋）
- 明治9年（1876年）7月29日、再び武節・磯崎より「彦根製糸所規則書」が提出されます。権参事酒井明はその中に記された一人の人物に目をとめ、製糸所設立に対して強い警戒心を抱くようになります。
- その人物とは、大音龍太郎という彦根製糸社が置かれる予定地の家屋敷地所有者でした。当時は大蔵省に出仕していた人物です。岩鼻県知事時代は世直し一揆に関与した博徒を大量に処刑し、政府に更迭させられたという経歴を持っていました。曰く付きの人物が関与していることを知った酒井は、「多少与論も可有之（これあるべき）」ため、8月7日に彦根出庁を通じて現地の様子を探らせます。
- 8月12日には彦根出庁から、大音は「聊人望不宜（いささかじんぼうよろしからず）」、恐らく入社したり、資金を融通する者はいないだろう、永続的な事業となる見込みはないと報告がなされています。過去には入社希望者もいたようですが、会社設立の認可が下りたら、大音が東京より帰郷する手筈となっていることを知って、入社を断ったこともあったようです。この報告書に対して、権大属宮田義昌は「甚如何敷様（はなはだいかがわしきさま）」と書き記しています。

1877年（明治10年）、西南戦争が勃発すると、征韓論を政府に建議したり、西郷軍に通じたとの嫌疑を受けて、大東義徹と大音は東京で官憲に拘束されたが、大音は間もなく放免され下野。西南戦争に際し、西郷隆盛に内通したというので追われ、（堀口）藍園を頼って（渋川市）上郷の良珊寺にかくまわれたとあるが、寺は否定。
「明治10年（1877年）9月26日元岩鼻県知事であった大音龍太郎は良珊寺に来り堀口藍園、後藤八郎右衛門等と歓談している」。
1878年（明治11年）発行の『善光寺繁昌記 三編』長尾無墨編 松葉軒 の序文に「菱陀大音龍併書」とある。
1880年（明治13年）には諏訪湖の干拓を計画し奔走。琵琶湖と日本海を繋ぐ運河建設を計画するが頓挫した。
1890年（明治21年）、木ノ本と西山の間に直線道路を作り、山梨村に達する436間（792.648メートル）のトンネルを掘り､山栗子に港を作る計画を立て、測量図を作って当局ヘ建議した事もあったが、実現はしなかった。
晩年は鼻を病み、眼に及び失明した。
1912年（大正元年）11月23日に東京で死去した。72歳で没。
世辞 
大限有期何可辞　
此心留在數（数）篇詩　
新霜為飾道山錦　
秋美青松紅葉時
われもはや死期来にけさらし秋深み 黄菊白菊さきみたるころ。
菩提寺は滋賀県彦根市龍潭寺（りょうたんじ）たが遺命により東京都豊島区本教寺に葬る。
漢詩に通じた大音の書（号は「菱陀」）は地元のだけでなく全国各地に残されている。
〈参〉「大音龍太郎略歴」（滋賀県彦根市立図書館）　「近江伊香郡志」
大音龍太郎の紋付き袴で脇差しをして蹲踞している写真は滋賀県彦根市立図書館所蔵

## 履歴
- 慶應4年 = 明治元年
  - 閏4月13日（1868年5月5日） - 上野巡察使[36]
  - 5月10日（同年6月29日） - 監察使府軍監[37]
  - 6月17日（同年8月5日） - 岩鼻知県事を兼任[38]
  - 7月13日（同年8月30日） - 軍監を免職[39]
  - 12月7日（1869年1月19日） - 岩鼻知県事を免職[40]

・明治2年8月22日（1869年9月27日）～明治3年3月28日（1870年4月28日まで）彦根藩少参事
・明治4年7月10日～明治4年7月15日まで権少参事
『新修彦根市史　第3巻』　122ページに記載あり。
- 明治6年ごろ - 大蔵省出仕
- 明治7年（1874年）7月28日 - 蕃地事務局へ出向[41]
- 明治10年（1877年）ごろ - 官職を退く

※『群馬県人名大辞典』（上州新聞社）
1845（弘化2）～1912（明治45）年。は誤り。
※『相良総三とその同士』長谷川　伸（講談社学術文庫）P494に大音龍太郎の紹介があるが、間違いが多い。